# Edith Auerbach
Edith Auerbach, auch Auerbach-Delamare (geboren am 11. März 1899 in Köln; gestorben am 27. Mai 1994 in Paris), war eine deutsche Malerin. In den 1920er Jahren zog sie nach Paris. 1940 wurde sie im Süden Frankreichs interniert und geriet aufgrund ihrer jüdischen Herkunft in Gefahr, nach Auschwitz deportiert zu werden. Nach dem Krieg verarbeitete sie diese Zeit im Lager in verstörenden Gemälden, um wenige Jahre später die Malerei gänzlich aufzugeben.

## Biographie

### Herkunft und Familie
Edith Auerbach war eine von zwei Töchtern einer liberalen jüdischen Familie. Ihr Vater Benjamin Auerbach (1855–1940) war Arzt und Direktor des Israelitischen Asyls für Kranke und Altersschwache. Ihre Mutter Ida Auerbach-Kohn (1869–1942) war Lehrerin und engagierte Sozialarbeiterin und von 1923 bis 1939 Vorsitzende des Israelitischen Frauenvereins in Köln sowie zeitweise Vorstandsmitglied des Jüdischen Frauenbundes. Sie stammte aus Bennisch, dem heutigen Horní Benešov in Tschechien. Einer ihrer beiden Brüder, Fritz, wanderte 1905 in die USA aus, nannte sich dort Frederick Kerry und wurde ein erfolgreicher Geschäftsmann. 1921 beging er aus unbekannten Gründen Suizid. Einer seiner Enkel ist der US-Politiker John Kerry, Präsidentschaftskandidat von 2004.
Ediths jüngere Schwester Lisbeth wurde später Medizinerin wie ihr Vater. Die österreichische Kunsthistorikerin Erica Tietze-Conrat war eine ihrer Cousinen.

### Als Künstlerin in Paris
Von 1918 bis 1923 studierte Edith Auerbach Kunstgeschichte in München, Köln und Bonn. Von 1923 bis 1924 absolvierte sie eine Ausbildung an der Staatlichen Keramischen Fachschule  in Höhr bei Koblenz. Anschließend leitete sie für kurze Zeit ein Keramikstudio in München. 1926 zog sie nach Paris und mietete sich in einem Künstlerhotel ein. Dort wohnten mit ihr fast ausnahmslos Männer, wie der deutsche Maler Hans Reichel, der ungarische Fotograf Brassaï, der ungarische Illustrator Gyula Zilzer, der amerikanische Journalist Alfred Perlès und der französische Schriftsteller Raymond Queneau; Henry Miller kam regelmäßig zu Besuch.
In Paris verdiente Auerbach ihren Lebensunterhalt hauptsächlich mit Illustrationen, beispielsweise zu einem Artikel für die Kölnische Illustrierte Zeitung über das Café du Dôme. Sie war Stammgast in den Künstlercafés von Montparnasse und fertigte über Jahre Hunderte von Skizzen der Gäste ihrer Lieblingsbars. So zeichnete sie unter anderem Kees van Dongen, Chaim Soutine, Tsuguharu Foujita, Antoine Bourdelle, Lajos Tihanyi, Hans Reichel, Moissey Kogan und Emery Kelen, die Fotografen Brassaï und André Kertész, Henry Miller, die Kunsthändler Alfred Flechtheim und Chil Aronson, das Model Kiki de Montparnasse, den Architekten Ernő Goldfinger und den Politiker Charles Rappoport sowie zahlreiche nicht-prominente Gäste. Sie unternahm Arbeitsreisen nach Südfrankreich, auf die Iberische Halbinsel, nach Marokko, Palästina, Ibiza und Mallorca, nahm an Gruppenausstellungen im Salon des Tuileries und im Salon d’Automne teil und beteiligte sich 1937 an der avantgardistischen Ausstellung Femme Artistes d’Europe.

### Krieg und Lager
1937 beteiligte sich Auerbach an einer Ausstellung, deren Erlös – überwiegend jüdischen – Flüchtlingen aus Deutschland zugutekam. Ihre Schwester Lisbeth wanderte kurz nach 1933 in die USA aus, die Eltern folgten ihr 1940. Edith Auerbach sah ihre Eltern nie wieder: Sie starben in den USA; ihr Vater 1940, ihre Mutter zwei Jahre darauf.
Auerbach blieb in Paris und versuchte, französische Staatsbürgerin zu werden, was ihr aber versagt wurde. Als sich die deutsche Wehrmacht im Mai 1940 Paris näherte, wurde sie, wie alle Frauen über 17 Jahren deutscher Herkunft („les Indésirables“ – „die Unerwünschten“), im Vélodrome d’Hiver interniert, obwohl die meisten von ihnen in Frankreich lebten, weil sie Gegner des NS-Regimes waren. Im Radsportstadion traf Auerbach unter den 2000 Frauen die Schriftstellerin und Philosophin Hannah Arendt, die Fotografin Maria Eisner und den Filmstar Dita Parlo. Von dort wurden die Frauen in das südfranzösische Internierungslager Camp de Gurs deportiert, das vom Vichy-Regime verwaltet wurde und in dem katastrophale Bedingungen herrschten. Ihre Mitinsassin und Baracken-Seniorin Hanna Schramm versuchte, Auerbach zu unterstützen, indem sie sie etwa für Einkäufe außerhalb des Lagers auswählte. Für Elsbeth Kasser und Elisabeth Eidenbenz, zwei Freiwillige einer schweizerischen Hilfsorganisation, fertigte sie Zeichnungen, die sich in der Kasser-Sammlung im Archiv für Zeitgeschichte in Zürich befinden. 1942 und 1943 erfolgten Transporte von jüdischen Gefangenen nach Auschwitz; Auerbach blieb zwar verschont, konnte jedoch die ständige Spannung seelisch nicht verkraften. Anfang 1943 wurde sie in ein Krankenhaus eingeliefert, von wo aus sie schließlich fliehen und unter dem Namen Irène Delamare untertauchen konnte.

### Nach 1945
Nach der Befreiung von Paris kehrt Edith Auerbach im Spätsommer 1944 in die französische Hauptstadt zurück. Sie nannte die ergreifenden Bilder, die sie nun erschuf und mit denen sie ihre traumatischen Erlebnisse verarbeitete, „Contre l’Oubli“ („Wider das Vergessen“). Die Gemälde zeigen „seelenlose Figuren hinter Stacheldraht“: „Es sind, wie sollte es anders sein, verstörende Werke, kopflose amorphe Wesen, die im Gleichschritt auf eine untergehende Sonne marschieren, Stacheldraht, nackte Vögel ohne Federkleid, Blutströme, Gemarterte, stumpfe, braune, graue Farbtöne.“ Ab Beginn der 1950er Jahre stellte Auerbach das Malen ein und konzentrierte sich auf den Journalismus. Bis in die 1960er Jahre schrieb sie regelmäßig für die deutsche Zeitschrift Weltkunst. Am 27. Mai 1994 starb sie in Paris im Alter von 95 Jahren. Sie wurde auf dem Cimetière parisien de Thiais bestattet; das Grab existiert nicht mehr.

## Wiederentdeckung als Malerin und Erinnerung in Köln

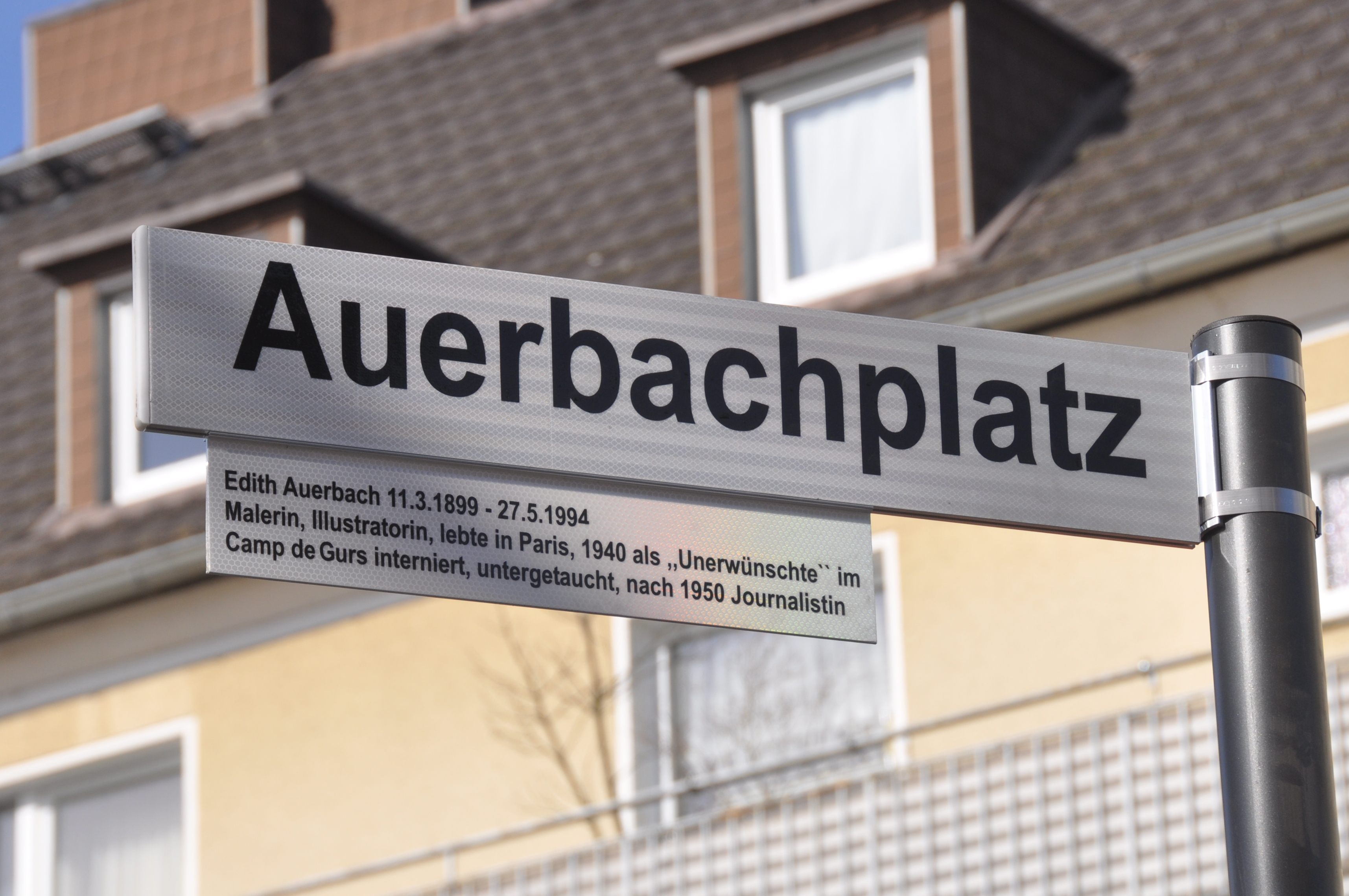
Schild am Auerbachplatz in Köln (2025)

Einige Jahre nach Auerbachs Tod entdeckte der niederländische Kunsthändler Guus Maris einen Teil ihrer Arbeiten auf einem Pariser Flohmarkt. Der Kunstsammler Michiel Levit erwarb die Werke, erhielt die Sammlung als Ganzes und kaufte auch später entdeckte Werke. Der Kunsthistoriker Bruno Chenique trug Zeugnisse ihres Lebens zusammen. „Und so setzt sich Stück für Stück puzzlehaft die Biografie einer Frau zusammen, der Henri Matisse eine glänzende Zukunft voraussah, die aber nach Kriegsende keine Mittel mehr fand, malen zu wollen, malen zu können, ganz in der Logik Theodor W. Adornos: Nach Auschwitz ein Gedicht zu schreiben, sei barbarisch.“
Von Juli bis September 2020 waren die Zeichnungen und Gemälde Auerbachs im Museum Belvédère in Heerenveen unter dem Titel „Contre l’Oubli“, wie sie ihre Bilder aus Gurs selbst genannt hatte, von September 2021 bis Januar 2022 im Wiesbadener Frauen Museum ausgestellt.
Zum 7. März 2025, dem Internationalen Frauentag, wurde der Auerbachplatz in Köln-Sülz, der bisher allein nach dem Vater Benjamin Auerbach benannt war, ebenfalls Edith Auerbach, ihrer Mutter Ida und ihrer Schwester Lisbeth gewidmet.